# Líský
Líský település Csehországban, a Kladnói járásban. Líský Hořešovice, Pozdeň és Bílichov településekkel határos. Lakosainak száma 105 fő (2024. január 1.).

## Népesség
A település lakosságának változását az alábbi diagram mutatja:
| Lakosok száma | 215  | 233  | 249  | 179  | 112  | 69   | 109  | 110  | 107  | 105  |
|               | 1869 | 1890 | 1921 | 1950 | 1980 | 2001 | 2017 | 2019 | 2022 | 2024 |